# Blaburjva
Blaburjva (en georgiano: ბლაბურხვა; en abjasio: Блабырхәа, romanizado: Blabyrjva) es un pueblo que pertenece a la parcialmente reconocida República de Abjasia, parte del distrito de Gudauta, aunque de iure pertenece al municipio de Gudauta de la República Autónoma de Abjasia de Georgia.

## Toponimia
El nombre en sí se deriva del nombre de la antigua familia aristocrática local Blabba (en abjasio: Блабба), los terratenientes locales. Anteriormente se conocía como Agvavera (en georgiano: აგვავერა).

## Geografía
Blaburjva se encuentra situado a 16 km al noroeste de Gudauta. Limita con los montes de Bzipi en el norte, Kaldajvara en el oeste; Barmishi por el este y hacia el sur están Miusera y Agaraki.

## Demografía
La evolución demográfica de Blaburjva entre 1886 y 2011 fue la siguiente:
| 811                                                 | 927 | 827 | 837 | 633 |
| (Fuente: Population of Abkhazia since Soviet times) |     |     |     |     |

La población ha sufrido un descenso importante de la población por la guerra. Actualmente, y también en el pasado, la inmensa mayoría de la población en el pueblo son abjasios.
|              | 2011      | 2011       |
| Grupo étnico | Población | Porcentaje |
| ------------ | --------- | ---------- |
| Georgianos   | 0         | 0%         |
| Abjasios     | 621       | 98,1%      |
| Rusos        | 4         | 0,6%       |
| Ucranianos   | 1         | 0,2%       |
| Armenios     | 4         | 0,6%       |
| Total        | 633       | 100%       |

## Infraestructura

### Transporte
La carretera que conecta Rusia con Sujumi cruza el pueblo.